# Хопман куп 2008.
Међународно егзибиционо такмичење мешовитих парова Хопман куп 2008. одржаће се као и раније у Перту у Аустралији од 29. децембра 2007. до 4. јануара 2008.
На такмичењу учествије осам репрезентација, које су подељене у две групе по четири. У свакој групи игра се свако са сваким а првопласиране екипе у групама играју финални меч за победника купа.
Први носиоци су представници Србије Новак Ђоковић и Јелена Јанковић. Репрезентација Србије је најбољи учесник Хопман купа свих времена, јер ће први пут играти екипа са двоје трећепласираних на свету 2007.
Победници Хопман купа за 2008. су амерички тенисери Серена Вилијамс и Марди Фиш, који су у финалу победили српски пар Јелену Јанковић и Новака Ђоковића резултатом 2:1.

## Учесници
Учесници Хопман купа 2008 су репрезентације:
1.  Србија Новак Ђоковић (3), Јелена Јанковић (3);
2.  Чешка Томаш Бердих (14), Луција Шафарова (23);
3.  Сједињене Државе Марди Фиш (39), Серена Вилијамс (6)*;
4.  Аргентина Хуан Игњацио Чела (17), Жизела Дулко (37)
5.  Француска Арно Клемон (54), Татјана Головин (13)
6.  Аустралија Питер Лучак (79), Алиша Молик (56);
7.  Индија Рохан Бопана (267), Сања Мирза (31);
8.  Кинески Тајпеј Су Веи Хсије (157) Јен Хсу Лу (110)
- Због повреде Серене Вилијамс у првом колу играла Меган Шонеси

После жреба 30. октобра 2007. формира не су групе:
Група А : Србија, Француска, Аргентина, Тајпеј
Група Б : САД, Чешка, Аустралија и Индија

## Група А

### 1. коло
(30. децембар)
| Србија                        | - | Кинески Тајпеј          | 3 - 0          |
| ----------------------------- | - | ----------------------- | -------------- |
| Јелена Јанковић               | - | Су Веи Хсие             | 6-4, 6-4       |
| Новак Ђоковић                 | - | Јен Хсу Лу              | 7-5, 2-6, 6-3  |
| Јелена Јанковић/Новак Ђоковић | - | Су Веи Хсие/ Јен Хсу Лу | 3-6, 6-2, 10-8 |

| Француска                   | - | Аргентина                       | 2 - 1    |
| --------------------------- | - | ------------------------------- | -------- |
| Татјана Головин             | - | Жизела Дулко                    | 6-4, 6-3 |
| Арно Клемон                 | - | Хуан Игнасио Чела               | 3-6, 1-6 |
| Татјана Головин/Арно Клемон | - | Жизела Дулко/ Хуан Игнасио Чела | 6-3, 6-2 |

### 2. коло
(2. јануар)
| Србија                        | - | Француска                    | 2 - 1            |
| ----------------------------- | - | ---------------------------- | ---------------- |
| Јелена Јанковић               | - | Татјана Головин              | 1-6, 0-6 пр.     |
| Новак Ђоковић                 | - | Арно Клемон                  | 6-3, 6-3         |
| Јелена Јанковић/Новак Ђоковић | - | Татјана Головин/ Арно Клемон | 5-7, 6-4, 7-6(4) |

| Кинески Тајпеј         | - | Аргентина                       | 3 - 0            |
| ---------------------- | - | ------------------------------- | ---------------- |
| Су Веи Хсие            | - | Жизела Дулко                    | 3-6, 7-6(2), 7-5 |
| Јен Хсу Лу             | - | Хуан Игнасио Чела               | 6-3, 6-4         |
| Су Веи Хсие/Јен Хсу Лу | - | Жизела Дулко/ Хуан Игнасио Чела | 3-6, 6-4, 7-6(4) |

### 3. коло
(3. јануар)
| Србија                        | - | Аргентина                       | 2 - 1            |
| ----------------------------- | - | ------------------------------- | ---------------- |
| Јелена Јанковић               | - | Жизела Дулко                    | 7-6(10), 0-6 пр. |
| Новак Ђоковић                 | - | Хуан Игнасио Чела               | 6-2, 6-3         |
| Јелена Јанковић/Новак Ђоковић | - | Жизела Дулко/ Хуан Игнасио Чела | 6-1, 3-6, 7-6(4) |

| Француска                   | - | Кинески Тајпеј            | 2 - 0            |
| --------------------------- | - | ------------------------- | ---------------- |
| Татјана Головин             | - | Су Веи Хсие               | 6-1, 6-1         |
| Арно Клемон                 | - | Јен Хсу Лу                | 7-6(2), 6-4      |
| Татјана Головин/Арно Клемон | - | Су Веи Хсие/ Јен Хсу Лула | 6-4, 4-6, 7-6(6) |

### Табела групе А
| Пласман | Екипа          | Поб. | Изг. | рез.  | Сет    | Гем       |
| ------- | -------------- | ---- | ---- | ----- | ------ | --------- |
| 1.      | Србија         | 3    | 0    | 7 – 2 | 15 – 8 | 109 – 107 |
| 2.      | Француска      | 2    | 1    | 6 – 3 | 13 – 7 | 95 – 83   |
| 3.      | Кинески Тајпеј | 1    | 2    | 3 – 6 | 9 – 14 | 109 –125  |
| 4.      | Аргентина      | 0    | 3    | 2 – 7 | 7 – 15 | 100 – 108 |

## Група Б

### 1. коло
(29. децембар)
| Сједињене Државе       | - | Индија                   | 2 - 1         |
| ---------------------- | - | ------------------------ | ------------- |
| Меган Шонеси           | - | Сања Мирза               | 6-3, 4-6, 6-3 |
| Марди Фиш              | - | Рохан Бопана             | 6-2, 6-4      |
| Меган Шонеси/Мерди Фиш | - | Сања Мирза/ Рохан Бопана | 4-6, 4-6      |

| Чешка                        | - | Аустралија               | 1 - 2    |
| ---------------------------- | - | ------------------------ | -------- |
| Луција Шафарова              | - | Алиша Молик              | 5-7, 2-6 |
| Томас Бердих                 | - | Питер Лучак              | 7-6, 6-4 |
| Луција Шафарова/Томас Бердих | - | Алиша Молик/ Питер Лучак | 5-7, 3-6 |

### 2. коло
(31. децембар)
| Сједињене Државе          | - | Чешка                         | 3 - 0         |
| ------------------------- | - | ----------------------------- | ------------- |
| Серена Вилијамс           | - | Луција Шафарова               | 6-0, 2-6, 7-5 |
| Марди Фиш                 | - | Томас Бердих                  | 6-0, 6-0      |
| Серена Вилијамс/Марди Фиш | - | Луција Шафарова/ Томас Бердих | 6-0, 6-0      |

(1. јануар)
| Аустралија              | - | Индија                   | 1 - 2             |
| ----------------------- | - | ------------------------ | ----------------- |
| Алиша Молик             | - | Сања Мирза               | 2-6, 6-2, 4-6     |
| Питер Лучак             | - | Рохан Бопана             | 7-6, 6-3          |
| Алиша Молик/Питер Лучак | - | Сања Мирза/ Рохан Бопана | 2-6, 6-4, 6-7(11) |

### 3. коло
(2. јануар)
| Сједињене Државе          | - | Аустралија               | 3 - 0           |
| ------------------------- | - | ------------------------ | --------------- |
| Серена Вилијамс           | - | Алиша Молик              | 6-2, 7-6(7)     |
| Марди Фиш                 | - | Питер Лучак              | 7-6(5), 7-6(10) |
| Серена Вилијамс/Марди Фиш | - | Алиша Молик/ Питер Лучак | 6-2, 6-3        |

| Чешка                        | - | Индија                   | 2 - 0         |
| ---------------------------- | - | ------------------------ | ------------- |
| Луција Шафарова              | - | Сања Мирза               | 6-2, 4-6, 6-3 |
| Томас Бердих                 | - | Рохан Бопана             | 6-4, 6-0      |
| Луција Шафарова/Томас Бердих | - | Сања Мирза/ Рохан Бопана | 3-6, 2-6      |

### Табела групе Б
| Пласман | Екипа            | Поб. | Изг. | рез.  | Сет     | Гем       |
| ------- | ---------------- | ---- | ---- | ----- | ------- | --------- |
| 1.      | Сједињене Државе | 3    | 0    | 8 – 1 | 16 – 4  | 114 – 66  |
| 2.      | Индија           | 1    | 2    | 4 – 5 | 10 – 12 | 98 – 108  |
| 3       | Аустралија       | 1    | 2    | 3 – 6 | 8 – 12  | 100 – 107 |
| 4.      | Чешка            | 1    | 2    | 6 – 7 | 7 – 13  | 72 – 103  |

## Финале
(4. јануар)
| Србија                        | - | Сједињене Државе           | 1 - 2                |
| ----------------------------- | - | -------------------------- | -------------------- |
| Јелена Јанковић               | - | Серена Вилијамс            | 0-6, 0-6 није играно |
| Новак Ђоковић                 | - | Марди Фиш                  | 6-2, 6-7(4), 7-6(4)  |
| Јелена Јанковић/Новак Ђоковић | - | Серена Вилијамс/ Марди Фиш | 6-7(4), 2-6          |